# 陕西人民出版社
陕西人民出版社是一所总部位于中华人民共和国的综合性出版社，于1951年1月创立，惠西平为现任社长。

## 获奖作品
《蓝天下的永恒——最美女孩熊宁》获陕西省第十一届“五个一工程”优秀作品奖、第二届（2010）百种优秀青春读物奖，《中国法制60年》、《大气候—李昌平直言“三农”》、《西路军》、《梦跟颜色一样轻》和《母系氏家》五本图书荣获首届陕西图书奖，《法门寺》获奖，《西路军》获“2010年度全行业优秀畅销品种（社科类），《中国法制60年（1949-2009）》、《中国经验：改革开放三十年来的社会建设实践》也获奖。

## 丑闻
2006年3月，原社长周鹏飞因受贿被判处有期徒刑10年，没收20万元资产。